# 判例法
判例法（英語：case law），就是以個案判例的形式表现出的法律规范，以遵循先例的法律原則作為其建立的基礎。簡單而言，作为判例的先例对其后的案件具有法律约束力，可以成为日后法官审判类似案件的基本准则。當然，法院有上級和下級之分，例如原訟庭(court of first instance)先前的判例無法约束上訴法庭的判決。英美法系以判例法为主要的法律渊源，以遵循先例为主要的司法审判原则。但在現今一些歐陸法系國家司法體制中，亦將判例法當作一種司法裁量上的輔助標準，且多為其上級法院與下級法院默認下的習慣。